# Pen-cao kang-mu
A Pen-cao kang-mu (Bencao gangmu) (magyarul: Alapvető tudnivalók a gyógyszertanról) alapvető kínai gyógyszerészeti enciklopédia, amelyet a híres orvos, Li Si-csen (Li Shizhen) (李時珍; 1518–1593) állított össze 1578-ban. Az 1,9 millió írásjegyből álló monumentális mű 1892 fajta gyógynövény és több mint 11 ezer gyógyítási eljárást tartalmaz. Japánban 1606-ban jelentették meg, de 1647-ben már a latin fordítása is elkészült.

## Szerzője
A mű szerzője a híres Ming-kori orvos, Li Si-csen (Li Sizhen) (1518–1593), akinek már az apja is orvos volt. Lit már fiatal korában érdekelte a természet, és gyakorta elkísérte apját a hegyekbe gyógynövényeket gyűjteni. 1551-ben maga is orvos lett, és a udvarnál kapott állást, amelyről azonban egy év múlva lemondott. 1552-ben, 35 éves korában kezdte összeállítani hatalmas művét. A majd három évtizeden át tartó munka során Li mintegy 800 orvosi kéziratot, könyvet tanulmányozott át, amelyet saját tapasztalataival egészített ki. A mű összeállítása egész családját igénybe vette: a fiai, az unokái és a tanítványai mind részt vettek a szöveg javításban, másolásban és megszerkesztésében, amellyel 1578-ban készült el teljes terjedelmében.

## Szerkezete, tartalma
A Pen-cao kang-mu (Bencao gangmu) több mint 1,9 millió írásjegy terjedelmű, amely 16 könyvre, 60 egységre és 50 részre oszlik. 1892 fajta gyógynövény leírását tartalmazza, amelyek közül 374 korábban nem volt ismert, ezeket maga Li Si-csen (Li Shichen) írta le először. Emellett a műben szerepelnek ásványi és állati eredetű gyógyszerek, valamint több mint 11 ezer gyógyítási eljárás is, amelyek közül nagyjából 8 ezer Li saját receptje.

## Jelentősége, hatása
A Pen-cao kang-mu (Bencao gangmu)t Japánban többször is kiadták, először 1606-ban. A lengyel származású jezsuita misszionárius, Michał Boym (1612–1659) 1647-ben latinra fordította. A 17. századtól kezdve pedig világszerte ismert és rendkívül fontos alapműve lett az újkori gyógyszerkutatóknak. Mára francia, angol, német és orosz fordítása is létezik.

## További információ
- Li Sichen, a nagy gyógyszerész – CRI online
- 本草纲目 – magyarul, doufukuai.blogspot.hu